# Сачковский, Михаил Александрович
Михаил Александрович Сачковский (бел. Міхаіл Аляксандравіч Сачкоўскі; род. 21 ноября 2002, Пинск, Брестская область) — белорусский футболист, полузащитник мозырской «Славии».

## Карьера
Воспитанник СДЮШОР-3 города Пинска. Позже попал в структуру «Слуцка», где выступал в юношеской команде. В 2019 году начал выступать в дубле команды. В 2020 году начал тренироваться с основной командой. Дебютный матч игрока состоялся в рамках Кубка Беларуси 29 августа 2020 года против гомельского «Локомотива», выйдя в концовке матча. Первый матч в Высшей Лиге игрок сыграл в конце сезона 22 ноября 2020 года против «Немана», выйдя в стартовом составе и отыграв весь матч.
В начале 2021 года футболист готовился в основной командой клуба. Первый матч в сезоне сыграл 14 марта 2021 года против «БАТЭ», выйдя на замену на 72 минуте. Первоначально оставался игроком замены, выходя на поле лишь в конце матчей, однако затем стал чаще попадать в стартовый состав клуба.
Новый сезон 2022 года начал как игрок стартового состава, проведя первую встречу в чемпионате против «Ислочи». С самого начала чемпионата стал ключевым игроком клуба. Провёл за клуб в сезоне 26 матчей, где в большинстве являлся игроком стартового состав.
Первый матч в новом сезоне сыграл 12 марта 2023 года, покинув розыгрыш Кубка Беларуси, по сумме матчей уступив мозырской «Славии».

## Международная карьера
Дебютировал за молодёжную сборную Беларуси 27 сентября 2022 года в товарищеском матче против Казахстана.